# میشل میشله
میشل میشله (فرانسوی: Michel Michelet‎؛ ۱۴ ژوئیه ۱۸۹۴ – ۲۸ دسامبر ۱۹۹۵) یک آهنگساز روسی‌الاصل اهل فرانسه بود که در زمینهٔ موسیقی فیلم فعالیت داشت.
از فیلم‌ها یا مجموعه‌های تلویزیونی که وی در آن‌ها نقش داشته‌است می‌توان به نره غول پشمالو، ام، خاطرات یک خدمتکار و الهه عشق اشاره نمود.
او دو مرتبه در هفدهمین دوره جوایز اسکار نامزد دریافت جایزه اسکار بهترین موسیقی فیلم بود.